# Indigofera ewartiana
Indigofera ewartiana är en ärtväxtart som beskrevs av Karel Domin. Indigofera ewartiana ingår i släktet indigosläktet, och familjen ärtväxter. Inga underarter finns listade i Catalogue of Life.